# Penaincisalia loxurina
Penaincisalia loxurina is een vlinder uit de familie van de Lycaenidae. De wetenschappelijke naam van de soort werd als Thecla loxurina in 1865 gepubliceerd door Felder & Felder.

## Synoniemen
- Thecloxurina truncta Johnson, 1992
- Thecloxurina feminina Johnson, 1992
- Thecloxurina costarica Johnson, 1992
- Abloxurina chiaspa Johnson, 1992
- Abloxurina contracolora Johnson, 1992
- Thecloxurina chachapoya Bálint & Wojtusiak, 2003
- Thecloxurina ludovica Bálint & Wojtusiak, 2003